# Tuffi ai campionati mondiali di nuoto 2022 - Trampolino 1 metro maschile
La gara dei tuffi dal trampolino 1 metro maschile dei campionati mondiali di nuoto 2022 è stata disputata il 30 giugno 2022 presso la Duna Aréna di Budapest. La gara, a cui hanno preso parte 48 atleti provenienti da 31 nazioni, si è svolta in due turni, in ognuno dei quali l'atleta ha eseguito una serie di sei tuffi.
La competizione è stata vinta dal tuffatore cinese Wang Zongyuan, mentre l'argento e il bronzo sono andati rispettivamente al britannico Jack Laugher e all'australiano Li Shixin.

## Programma
| Data           | Ora (UTC+2) | Turno       |
| -------------- | ----------- | ----------- |
| 30 giugno 2022 | 12:00       | Preliminari |
| 30 giugno 2022 | 19:00       | Finale      |

## Risultati
| Pos.    | Atleta                  | Nazionalità     | Preliminari | Preliminari | Finale          | Finale          |
| Pos.    | Atleta                  | Nazionalità     | Punti       | Pos.        | Punti           | Pos.            |
| ------- | ----------------------- | --------------- | ----------- | ----------- | --------------- | --------------- |
| Oro     | Wang Zongyuan           | Cina            | 380,95      | 2           | 493,30          | 1               |
| Argento | Jack Laugher            | Gran Bretagna   | 363,70      | 9           | 426,95          | 2               |
| Bronzo  | Li Shixin               | Australia       | 364,95      | 7           | 395,40          | 3               |
| 4       | Jules Bouyer            | Francia         | 364,50      | 8           | 381,30          | 4               |
| 5       | Sebastián Morales       | Colombia        | 358,10      | 12          | 374,90          | 5               |
| 6       | Jordan Rzepka           | Stati Uniti     | 365,80      | 6           | 372,05          | 6               |
| 7       | Yona Knight-Wisdom      | Giamaica        | 359,10      | 11          | 370,90          | 7               |
| 8       | Zheng Jiuyuan           | Cina            | 375,75      | 3           | 365,55          | 8               |
| 9       | José Ruvalcaba          | Rep. Dominicana | 359,35      | 10          | 346,15          | 9               |
| 10      | Giovanni Tocci          | Italia          | 396,15      | 1           | 326,75          | 10              |
| 11      | Rikuto Tamai            | Giappone        | 366,70      | 5           | 326,60          | 11              |
| 12      | Tyler Downs             | Stati Uniti     | 367,40      | 4           | 293,10          | 12              |
| 13      | Jonathan Suckow         | Svizzera        | 355,35      | 13          | Non qualificati | Non qualificati |
| 14      | Alexis Jandard          | Francia         | 352,05      | 14          | Non qualificati | Non qualificati |
| 15      | Lorenzo Marsaglia       | Italia          | 350,60      | 15          | Non qualificati | Non qualificati |
| 16      | Guillaume Dutoit        | Svizzera        | 342,00      | 16          | Non qualificati | Non qualificati |
| 17      | Kevin Muñoz             | Messico         | 341,40      | 17          | Non qualificati | Non qualificati |
| 18      | Jordan Houlden          | Gran Bretagna   | 340,95      | 18          | Non qualificati | Non qualificati |
| 19      | Yi Jaeg-yeong           | Corea del Sud   | 333,30      | 19          | Non qualificati | Non qualificati |
| 20      | Timo Barthel            | Germania        | 329,15      | 20          | Non qualificati | Non qualificati |
| 21      | Lars Rüdiger            | Germania        | 327,85      | 21          | Non qualificati | Non qualificati |
| 22      | Liam Stone              | Nuova Zelanda   | 326,35      | 22          | Non qualificati | Non qualificati |
| 23      | David Ekdahl            | Svezia          | 323,60      | 23          | Non qualificati | Non qualificati |
| 24      | Andrzej Rzeszutek       | Polonia         | 322,90      | 24          | Non qualificati | Non qualificati |
| 25      | Frandiel Gómez          | Rep. Dominicana | 322,10      | 25          | Non qualificati | Non qualificati |
| 26      | Carlos Escalona         | Cuba            | 319,90      | 26          | Non qualificati | Non qualificati |
| 27      | Yolotl Martínez         | Messico         | 315,85      | 27          | Non qualificati | Non qualificati |
| 28      | Dariush Lotfi           | Austria         | 315,40      | 28          | Non qualificati | Non qualificati |
| 29      | Mohamed Farouk          | Egitto          | 314,95      | 29          | Non qualificati | Non qualificati |
| 30      | Stanislav Oliferčyk     | Ucraina         | 312,80      | 30          | Non qualificati | Non qualificati |
| 31      | Alberto Arévalo         | Spagna          | 311,35      | 31          | Non qualificati | Non qualificati |
| 32      | Theofilos Afthinos      | Grecia          | 308,45      | 32          | Non qualificati | Non qualificati |
| 33      | Johan Morell            | Cuba            | 300,70      | 33          | Non qualificati | Non qualificati |
| 34      | Alejandro Arias         | Colombia        | 296,10      | 34          | Non qualificati | Non qualificati |
| 35      | Rafael Fogaça           | Brasile         | 288,65      | 35          | Non qualificati | Non qualificati |
| 36      | Donato Neglia           | Cile            | 280,45      | 36          | Non qualificati | Non qualificati |
| 37      | Oleh Kolodij            | Ucraina         | 277,65      | 37          | Non qualificati | Non qualificati |
| 38      | Adrián Abadía           | Spagna          | 277,50      | 38          | Non qualificati | Non qualificati |
| 39      | Juho Junttila           | Finlandia       | 273,90      | 39          | Non qualificati | Non qualificati |
| 40      | Tornike Onikashvili     | Georgia         | 259,90      | 40          | Non qualificati | Non qualificati |
| 41      | Sebastian Konecki       | Lituania        | 257,50      | 41          | Non qualificati | Non qualificati |
| 42      | Abdulrahman Abbas       | Kuwait          | 254,50      | 42          | Non qualificati | Non qualificati |
| 43      | Nikolaj Schaller        | Austria         | 253,00      | 43          | Non qualificati | Non qualificati |
| 44      | Hasan Qali              | Kuwait          | 249,05      | 44          | Non qualificati | Non qualificati |
| 45      | Athanasios Tsirikos     | Grecia          | 247,05      | 45          | Non qualificati | Non qualificati |
| 46      | Gabriel Daim            | Malaysia        | 232,55      | 46          | Non qualificati | Non qualificati |
| 47      | Irakli Sakandelidze     | Georgia         | 230,20      | 47          | Non qualificati | Non qualificati |
| 48      | Chawanwat Juntaphadawon | Thailandia      | 228,50      | 48          | Non qualificati | Non qualificati |